# Rafał Radziszewski
Rafał Radziszewski (ur. 10 lipca 1981 w Sosnowcu) – polski hokeista, reprezentant Polski.

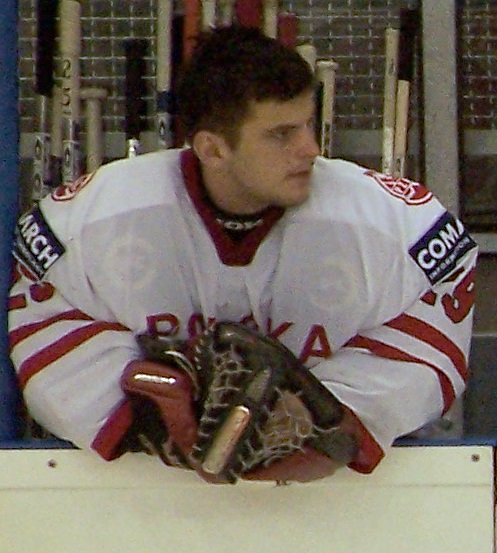
Rafał Radziszewski w barwach reprezentacji Polski (2006)

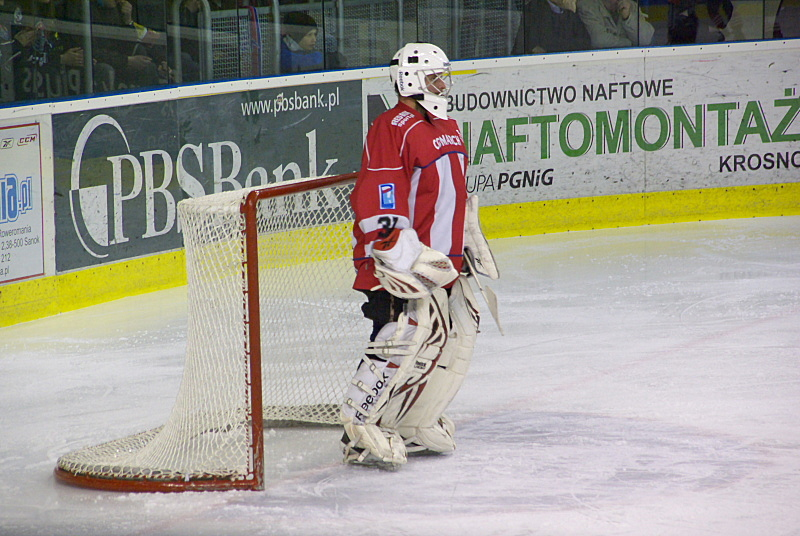
Rafał Radziszewski w barwach Cracovii (2012)

## Kariera klubowa
- Zagłębie Sosnowiec (2001–2003)
- Podhale Nowy Targ (2003–2004)
- Cracovia (2004-2018)
- Zagłębie Sosnowiec (2018-2020)

Do 2003 był zawodnikiem Zagłębia Sosnowiec, po czym podpisał kontrakt z Podhalem Nowy Targ. W 2004 został bramkarzem Cracovii. Po zakończeniu sezonu 2010/2011 zawodnik przedłużył kontrakt z Cracovią o 3 lata do 2014. W styczniu 2014 umowa z klubem została prolongowana o kolejne trzy lata, do marca 2017, a w kwietniu 2017  - do 2019. Po sezonie 2017/2018 w marcu 2018 jego kontrakt został rozwiązany, po czym Radziszewski odszedł z Cracovii. Po sezonie 2017/2018 powrócił do zespołu Zagłębia Sosnowiec. W lipcu 2020 ogłosił zakończenie kariery.
W trakcie kariery zyskał pseudonimy Dziura, Radzik.

## Kariera reprezentacyjna
W barwach reprezentacji Polski do lat 20 wystąpił na mistrzostwach świata juniorów Dywizji I edycji 2001. W seniorskiej kadrze Polski uczestniczył w turniejach mistrzostw świata edycji 2004, 2005, 2006, 2008, 2009, 2011, 2015, 2015, 2016, 2017 (Dywizja IA).
12 maja 2006 decyzją Wydziału Gier i Dyscypliny PZHL został zdyskwalifikowany na okres siedmiu miesięcy, zaś dodatkowo ukarany wykluczeniem z reprezentacji Polski seniorów do 31 grudnia 2006 za zachowanie niegodne reprezentanta Polski. Sankcja została nałożona w związku z jego zachowaniem podczas mistrzostw świata I Dywizji 2006 w Tallinie, gdy 29 kwietnia 2006 po ostatnim meczu turnieju przeciw Austrii (spotkanie decydowało o awansie do Elity i zostało przegrane przez Polskę 3:5) pojawił się nietrzeźwy na ceremonii zamykającej turniej mistrzowski oraz był sprawcą incydentów. W tymże meczu przeciwko Austrii zagrał w wyjściowym składzie. Po kilku minutach gry skapitulował trzykrotnie (obronił dwa strzały na pięć oddanych przez rywali). Po trzecim golu w czasie spotkania 8:54 przy rezultacie 1:3 został zmieniony przez rezerwowego golkipera reprezentacji, Tomasza Wawrzkiewicza.

## Sukcesy
Klubowe
- Złoty medal mistrzostw Polski (7 razy): 2006, 2008, 2009, 2011, 2013, 2016, 2017 z Cracovią
- Srebrny medal mistrzostw Polski (3 razy): 2004 z Podhalem Nowy Targ, 2010, 2012 z Cracovią
- Brązowy medal mistrzostw Polski (2 razy): 2005, 2007 z Cracovią
- Mistrzostwo Interligi (1 raz): 2004 z Podhalem Nowy Targ
- Puchar Polski (3 razy): 2003 z Podhalem Nowy Targ, 2013, 2015 z Cracovią
- Superpuchar Polski (3 razy): 2014, 2016, 2017 z Cracovią
- Finał Pucharu Polski (2 razy): 2016, 2017 z Cracovią

Indywidualne
- Mistrzostwa Świata w Hokeju na Lodzie 2005 Dywizja I Grupa B:
  - Pierwsze miejsce w klasyfikacji skuteczności interwencji bramkarzy: 95,61%
  - Pierwsze miejsce w klasyfikacji średniej goli straconych na mecz bramkarzy: 1,26
- Mistrzostwa Świata w Hokeju na Lodzie 2008/I Dywizja:
  - Najlepszy zawodnik reprezentacji Polski na turnieju
- Puchar Polski w hokeju na lodzie 2013:
  - Najlepszy bramkarz turnieju finałowego
- Euro Ice Hockey Challenge 2014/2015 (turniej w Toruniu 2015):
  - Najlepszy bramkarz turnieju[14]
  - Najbardziej Wartościowy Zawodnik (MVP) turnieju
- Mistrzostwa Świata w Hokeju na Lodzie 2015/I Dywizja#Grupa A:
  - Pierwsze miejsce w klasyfikacji minut kar w turnieju: 25 minut[15]